# Rust in Peace
Rust in Peace (с англ. — «Ржавей с миром»; отсылка к выражению англ. Rest in Peace — «покойся с миром») — четвёртый студийный альбом американской метал-группы Megadeth, выпущенный в 1990 году. По итогам продаж в США и Канаде получил платиновый статус.
Rust in Peace, наряду с Peace Sells… but Who’s Buying?, считается критиками как одним из самых успешных альбомов группы, так и важным явлением в истории трэш-метала вообще. Это первый альбом так называемого «классического состава» (Дэйв Мастейн, Дэвид Эллефсон, Марти Фридман, Ник Менца), не менявшегося до 1998 года. Идея названия альбома возникла у Дэйва Мастейна, когда он увидел автомобильную наклейку с этим текстом.

## Запись альбома
На этом альбоме почти все партии ритм-гитары были разделены Мастейном и Фридманом в соотношении «половина на половину», но лишь в 4-х песнях из 9 все ритм-партии записывал один Мастейн. Что касается соло, то Дэйв позволил Марти показать себя во всей красе:
«На этом альбоме Марти сыграл гораздо больше соло, чем я. Принцип разделения прост: все строится на ритме. Если мне нравится ритм-партия, то соло играет Марти. Но вообще он может играть где захочет и сколько захочет. Конечно, я решаю, где что будет, но я не тоталитарный диктатор. Просто я знаю, что подходит песне. Марти подталкивал меня чаще играть соло и многому меня научил, хотя его стиль игры мне не подходит», — поясняет Дэйв.
Ремикшированная и ремастированная лично Мастейном версия была выпущена в 2004 году. Эта версия отличается от оригинальной улучшенным звуком, пересведёнными аудиодорожками и четырьмя бонус-треками.

## Награды и номинации
Журнал Metal Hammer включил Rust in Peace в список 200 лучших рок-альбомов всех времён, а IGN поставил альбом на 4 место в списке 25 лучших альбомов метала.
Rust in Peace также был номинирован на «Грэмми» в 1991 году, но приз получила Metallica за сингл «Stone Cold Crazy».

## Обложка и название
Обложка альбома создана давним другом группы художником-оформителем Эдом Репкой. Она отсылает к песне «Hangar 18»; На ней изображены талисман группы Вик Рэттлхед и пятёрка лидеров пяти ведущих мировых держав, рассматривающих инопланетное тело. Слева направо изображены мировые лидеры: британский премьер-министр Джон Мейджор (хотя его личность оспаривается), японский премьер-министр Тосики Кайфу, западногерманский президент (а позже президент воссоединенной Германии) Рихард фон Вайцзеккер, советский лидер Михаил Горбачёв и президент США Джордж Буш-старший. Репка также оформил обложки для двух синглов с альбома.
Название Rust in Peace было навеяно надписью, которую Мастейн увидел на бампере автомобиля, когда ехал домой из Лейк-Элсинор. Надпись гласила: «Да заржавеет в мире всё ваше ядерное оружие!» (англ. May all your nuclear weapons rust in peace). Мастейну понравилась эта концепция, и он решил использовать её в качестве названия для предстоящего альбома Megadeth.

## Отзывы критиков
| Оценки критиков      | Оценки критиков |
| Источник             | Оценка          |
| -------------------- | --------------- |
| AllMusic             | [ 9 ]           |
| Chicago Tribune      | [ 10 ]          |
| Entertainment Weekly | B+              |
| Kerrang              | положительная   |
| Rock Hard            | [ 12 ]          |
| Rolling Stone        | [ 13 ]          |
| Spin                 | положительная   |

После выхода альбом получил широкое признание критиков. Грег Кот из Chicago Tribune назвал его самым совершенным альбомом Megadeth, похвалив его «инструментальную виртуозность, вдумчивые тексты и панковскую ярость». Стив Хьюи из AllMusic также назвал этот альбом «самой сильной музыкальной работой Megadeth». Отметив, что весь альбом неизменно впечатляет, Хьюи выбрал «Hangar 18» в качестве «очевидной изюминки». Джейсон Бирчмайер из AllMusic в обзоре переиздания альбома 2004 года отметил, что запись стала большим шагом вперед для группы. Однако он раскритиковал альбом за то, что он был «слишком последовательным», и отметил, что многие песни «звучали слишком похожими друг на друга».
Роберт Палмер из Rolling Stone написал, что альбом является демонстрацией того, как далеко может зайти концепция «противного скоростного трэша», не будучи «шаблонной и скучной». Джим Фарбер из Entertainment Weekly описал музыку как «чистую скорость в сочетании с ловкостью», а тексты Мастейна как «нигилистический каприз». Том Нордли из Spin похвалил альбом, назвав его «зрелым, сложным, удивительно созвучным и скупо спродюсированным», и подытожил, что Rust in Peace «никогда не усыпляет». Музыкальный журналист Ким Купер также отметил зрелость альбома и написал, что Rust in Peace «вышел за рамки жанра хард-рока и поднял планку на совершенно новый уровень». Хольгер Стратманн из Rock Hard заявил, что альбом был «чистым Megadeth», наполненным «острыми как бритва гитарами» и «нагловатым вокалом».

## Список композиций
| №  | Название                        | Текст песни       | Музыка                     | Длительность |
| -- | ------------------------------- | ----------------- | -------------------------- | ------------ |
| 1. | «Holy Wars… The Punishment Due» | Мастейн           | Мастейн                    | 6:36         |
| 2. | «Hangar 18»                     | Мастейн, Менца    | Мастейн, Фридман           | 5:14         |
| 3. | «Take No Prisoners»             | Мастейн           | Мастейн                    | 3:28         |
| 4. | «Five Magics»                   | Мастейн           | Мастейн, Эллефсон          | 5:42         |
| 5. | «Poison Was the Cure»           | Мастейн           | Мастейн, Эллефсон, Фридман | 2:58         |
| 6. | «Lucretia»                      | Мастейн           | Мастейн, Эллефсон          | 3:58         |
| 7. | «Tornado of Souls»              | Мастейн, Эллефсон | Мастейн, Фридман           | 5:22         |
| 8. | «Dawn Patrol»                   | Мастейн           | Эллефсон                   | 1:50         |
| 9. | «Rust in Peace... Polaris»      | Мастейн           | Мастейн                    | 5:36         |

| №   | Название                                 | Текст песни | Музыка         | Длительность |
| --- | ---------------------------------------- | ----------- | -------------- | ------------ |
| 10. | «My Creation»                            | Мастейн     | Мастейн, Менца | 1:36         |
| 11. | «Rust in Peace... Polaris (демо)»        | Мастейн     | Мастейн        | 5:25         |
| 12. | «Holy Wars... The Punishment Due (демо)» | Мастейн     | Мастейн        | 6:16         |
| 13. | «Take No Prisoners (демо)»               | Мастейн     | Мастейн        | 3:23         |

## Позиции в чартах и сертификации
| Чарт (1990—91) | Высшая позиция |
| -------------- | -------------- |
| Австралия      | 47             |
| Великобритания | 8              |
| Германия       | 21             |
| Европа         | 34             |
| Канада         | 70             |
| Нидерланды     | 72             |
| Новая Зеландия | 35             |
| США            | 23             |
| Финляндия      | 33             |
| Швейцария      | 29             |
| Швеция         | 34             |
| Япония         | 29             |

| Страна                | Сертификация |
| --------------------- | ------------ |
| Великобритания (BPI)  | Золотой      |
| Канада (Music Canada) | Платиновый   |
| США (RIAA)            | Платиновый   |

## Участники записи
- Дэйв Мастейн — гитара, вокал
- Марти Фридман — гитара
- Дэвид Эллефсон — бас-гитара, бэк-вокал
- Ник Менца — ударные, бэк-вокал[24][25]